# Agata Trafalska
Agata Trafalska (ur. 1 stycznia 1982 w Gostyninie) – polska autorka tekstów piosenek, reżyser teledysków, fotograf i malarka.

## Życiorys
Absolwentka socjologii i doktorantka polonistyki Uniwersytetu Warszawskiego. W 2011 r. rozpoczęła studia w Academy of Art University w San Francisco. Współpracuje z wytwórnią Jazzboy. Jest współautorką sukcesu wokalisty Korteza, m.in. z którym napisała teksty na płytę Bumerang oraz „Mój dom”. Za realizację teledysku do piosenki Zostań została nominowana do Fryderyka 2016. Laureatka Fryderyka w kategorii Utwór Roku ("Zostań") oraz nagrody MVA PL za teledysk do piosenki "Dobry moment". Współautorka tekstów na płytę Kaśki Sochackiej „Ciche dni” oraz „Ministory” oraz tekstów na płytę Darii ze Śląska „Tu była”. Producent wykonawczy tych ostatnich. 
Mieszka w Warszawie.

## Twórczość

### Teksty piosenek[5]
- "Bawię się świetnie" (razem z Anią Dąbrowską i Dagmarą Melosik)
- "Black" (razem z Kortezem)
- "Dla Mamy" (razem z Kortezem)
- "Dobry moment"
- "Dobrze, że cię mam" (razem w Kortezem, Mateuszem Dopieralskim z Bitaminy i Maksem Kucharskim)
- "Dorosłość oddać musisz albo niepewność" (razem z Anią Dąbrowską)
- "Dziwny sen"
- "Film przed snem" (razem z Kortezem)
- "Jeszcze ten jeden raz" (razem z Anią Dąbrowską)
- "Joe" (razem z Kortezem)
- "Lepiej być podobnym do nikogo" (razem z Romanem Szczepankiem)
- "Ludzie z lodu"
- "Nadziejka" (razem z Anią Dąbrowską)
- "Od dawna już wiem" (razem z Kortezem i Marcinem Węgierskim)
- "Pierwsza" (razem z Kortezem)
- "Trudny wiek" (razem z Kortezem)
- "Tylko z Tobą chcę być sobą" (razem z Kortezem, Katarzyną Sochacką, Romanem Szczepankiem)
- "Uleciało" (razem z Kortezem)
- "We dwoje" (razem z Łukaszem Rutkowskim)
- "Wiem, że mnie podglądasz" (razem z Kortezem)
- "Wkręceni (High Life)" (razem z Borysem Dejnarowiczem, Romanem Szczepankiem i Dodą)
- "Wracaj do domu" (razem z Kortezem)
- "Zostań" (razem z Kortezem)

### Teledyski
- 2015-04-19: "Zostań" (Kortez) - nominacja do Fryderyka 2016
- 2015-14-08 "Od dawna już wiem"
- 2016-06-01 "Wiem, że mnie podglądasz"
- 2016-10-01 "Kortez - Kraków, Klub Studio, 02.04.2016 - Oficjalny Bootleg" DVD
- 2017-09-29 "Dobry moment"
- 2017-08-12 "We dwoje"